# Ciclisme als Jocs Olímpics d'Estiu de 1932 - Tàndem
La competició de tàndem fou una de les quatre proves del programa olímpic de ciclisme en pista dels Jocs Olímpics d'Estiu de Los Angeles de 1932. La competició es va disputar entre l'1 i el 3 d'agost de 1932, amb la presència de 10 ciclistes procedents de 5 nacions diferents. La competició consistia en una cursa de 2.000 metres.

## Medallistes
| Or                                    | Plata                                        | Bronze                                     |
| FrançaLouis Chaillot · Maurice Perrin | Regne UnitErnest Chambers · Stanley Chambers | DinamarcaHarald Christensen · Willy Gervin |

## Resultats

### Sèries
El guanyador de cadascuna de les dues sèries i les dues primeres parelles de la repesca van passar a semifinals
Sèrie 1
| Posició | Nom                              | País       | Temps | Notes |
| ------- | -------------------------------- | ---------- | ----- | ----- |
| 1       | Maurice Perrin Louis Chaillot    | França     | 13.2  | Q     |
| 2       | Ernest Chambers Stanley Chambers | Regne Unit |       |       |

Sèrie 2
| Posició | Nom                              | País          | Temps  | Notes |
| ------- | -------------------------------- | ------------- | ------ | ----- |
| 1       | Bernard Leene Jacques van Egmond | Països Baixos |        | Q     |
| -       | Harald Christensen Willy Gervin  | Dinamarca     | [13.8] | DSQ   |

Repesca
| Posició | Nom                              | País         | Temps | Notes |
| ------- | -------------------------------- | ------------ | ----- | ----- |
| 1       | Harald Christensen Willy Gervin  | Dinamarca    |       | Q     |
| 2       | Ernest Chambers Stanley Chambers | Regne Unit   |       | Q     |
| 3       | Frank Testa Royden Ingham        | Estats Units |       |       |

### Semifinals
El guanyador de cadascuna de les dues sèries va passar a la final.
Semifinal 1
| Posició | Nom                             | País      | Temps | Notes |
| ------- | ------------------------------- | --------- | ----- | ----- |
| 1       | Maurice Perrin Louis Chaillot   | França    | 12.1  | Q     |
| 2       | Harald Christensen Willy Gervin | Dinamarca |       |       |

Semifinal 2
| Posició | Nom                              | País          | Temps | Notes |
| ------- | -------------------------------- | ------------- | ----- | ----- |
| 1       | Ernest Chambers Stanley Chambers | Regne Unit    | 14.9  | Q     |
| -       | Bernard Leene Jacques van Egmond | Països Baixos | DNF   |       |

### Final
| Posició | Nom                              | País       | Temps | Notes |
| ------- | -------------------------------- | ---------- | ----- | ----- |
| 1       | Maurice Perrin Louis Chaillot    | França     |       |       |
| 2       | Ernest Chambers Stanley Chambers | Regne Unit |       |       |

No es va disputar la cursa pel bronze i aquest fou atorgat a Dinamarca.
| Posició | Nom                             | País      | Temps | Notes |
| ------- | ------------------------------- | --------- | ----- | ----- |
| 1       | Harald Christensen Willy Gervin | Dinamarca |       |       |